# Tour de California femenino
El Tour de California femenino (oficialmente Amgen Breakaway from Heart Disease Women's Race empowered with SRAM) es una carrera ciclista femenina profesional por etapas estadounidense que se disputa anualmente en el estado federal de California. Es la versión femenina de la carrera del mismo nombre.
La carrera inició en el año 2008 como una carrera de exhibición (Critérium) teniendo una segunda edición en 2009 y en los años 2011 al 2013 se realizó una contrarreloj individual de manera conjunta con la carrera masculina. En el año 2015 se vuelve a realizar una carrera, pero esta vez como carrera avalada por la UCI de categoría 2.1 y así mismo se realizó de nuevo una contrarreloj también UCI de categoría 1.1. A partir del año 2016 la carrera entra a formar parte forma parte del UCI Women's World Tour.

## Palmarés
| Año  | Ganador              | Segundo           | Tercero                |
| ---- | -------------------- | ----------------- | ---------------------- |
| 2015 | Trixi Worrack        | Leah Kirchmann    | Lauren Komanski        |
| 2016 | Megan Guarnier       | Kristin Armstrong | Evelyn Stevens         |
| 2017 | Anna van der Breggen | Katie Hall        | Arlenis Sierra         |
| 2018 | Katie Hall           | Tayler Wiles      | Katarzyna Niewiadoma   |
| 2019 | Anna van der Breggen | Katie Hall        | Ashleigh Moolman-Pasio |

## Otras clasificaciones
| Año |
| --- |

## Palmarés por países
| País           | Victorias |
| -------------- | --------- |
| Estados Unidos | 2         |
| Países Bajos   | 2         |
| Alemania       | 1         |